# Генадий Логофет
Генадий Логофет (на руски: Геннадий Логофет) е съветски футболист и треньор.

## Кариера
Логофет прекарва цялата си кариера в един клуб – Спартак Москва. Участник е на Световното първенство през 1970 г. и Европейско първенство през 1968 г. Майстор на спорта.
През 1971 г. във финала на Купата на СССР със СКА Ростов, Логофет изравнява 20 секунди преди края. На следващия ден, Спартак печели купата в реванша.
Логофет е капитан на Спартак от 1971 до 1974 г. В края на кариерата си през 1975 г., той е рекордьор за Спартак по брой на изиграните мачове.
Като част от националния отбор на СССР участва в Олимпийските игри през 1964 г., Европейското първенство през 1968 г. и Световното първенство през 1970 г.

## Отличия

### Отборни
Спартак Москва
- Съветска Висша лига: 1962, 1969
- Купа на СССР по футбол: 1963, 1965, 1971